# Села
 Тази статия е за планината.  За испанския писател вижте Камило Хосе Села.  
Села (на италиански: Sella) е планински масив в Североизточна Италия, част от Доломитите. Разположен е северно от масива Мармолада и източно от Лангкофел, между долините Вал Бадия, Вал Гардена, Фаша и Фодом и влиза в границите на провинциите Болцано, Тренто и Белуно. Най-високият връх е Пиз Бое с надморска височина 3151 m.